# Katako-Kombe
Pour les articles homonymes, voir Kombé.
Katako-Kombe est une localité, chef-lieu du territoire éponyme de l'actuelle province du Sankuru en république démocratique du Congo.

## Géographie
Elle est située sur la route RP 807 à 379 km au nord du chef-lieu provincial Lusambo.

## Histoire
La localité fut créée par le sous-lieutenant Henri De Cort (Bwana Toto), qui établit ici poste de l'État indépendant du Congo en lieu et place de Ngandu, localité de la rive gauche de la Lomami qu'il fit évacuer en 1904.

## Administration
La localité a le statut de commune rurale de 11 794  électeurs (moins de 80 000 électeurs), elle compte 7 conseillers municipaux en 2019.

## Population
Le dernier recensement de la population date de 1984,.
| 1984 | 2004  | 2012  |
| ---- | ----- | ----- |
| -    | 6 335 | 7 999 |

## Personnalités

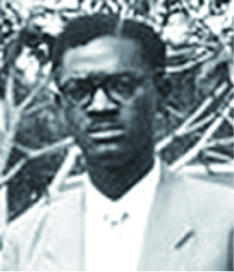
Patrice Lumumba

Un des villages du territoire, Onalua, vit naître Patrice-Emery Lumumba, Joseph Okito, et André Kissasse Ngandu
- Omba Pene Djunga (1938-2022), colonel et homme politique congolais y est né.